# Воплощённое познание
Воплощённое познание (англ. embodied cognition) — теория, подразумевающая, что разум нужно рассматривать в его взаимосвязях с физическим телом, которое в свою очередь взаимодействует с окружающей средой.
Воплощённое познание является направлением социальной и когнитивной психологии, охватывающей такие вопросы, как социальное взаимодействие, процессы восприятия, представления, памяти, внимания, абстрактного мышления, включая обработку символьных систем (язык, математика), решение проблем и принятие решений.
Согласно теории воплощённого познания, между чувственно-моторным опытом и поведением, эмоциями, принятием решений существует сложная связь. Мозг работает во взаимосвязи с физическими факторами, а ощущения связаны как с бессознательным, так и с сознательным мышлением. Например, если участница исследования держит карандаш в зубах, задействуя мышцы, которые работают, когда человек улыбается, то она воспринимает приятные высказывания быстрее, чем неприятные. Если же карандаш находится между носом и верхней губой, включая в работу мышцы, которые действуют, когда мы хмуримся, то наблюдается противоположный эффект.
Теория воплощенного познания представляет собой скорее совокупность предпосылок, которых придерживаются многочисленные исследователи-когнитивисты, нежели единую стройную концепцию. Ключевые положения теории воплощенного познания сформулированы в работе «Six views of embodied cognition»:
1. Познание укоренено в среде. Оно происходит под воздействием внешних раздражителей, вызывающих реакции, соответствующие задаче.
2. Познание работает в условиях дефицита времени. Нам приходится иметь дело с ограничением времени, отведенного на выполнение действия.
3. Мы передаем часть познавательной работы окружающей среде, чтобы уменьшить когнитивную нагрузку. Справочники, словари, компьютерные файлы и пр. — все это можно считать когнитивными приспособлениями, помогающими избегать запоминания лишней информации и, следовательно, частью когнитивных процессов.
4. Окружающая среда — часть когнитивной системы. Чтобы разобраться в процессах познания, нужно изучать одновременно и ситуацию и находящегося в ней познающего субъекта (см. также интегральную модель познания в контексте его обусловленности ситуативным контекстом, телесными механизмами и законами физического мира[6]).
5. Задача познания — служить достижению целей. Нужно изучать когнитивные процессы c точки зрения их влияния на поведение, соответствующее определенной ситуации.
6. Познание, даже будучи оторванным от окружающей среды (например, при работе памяти или воображения), всё равно основано на тех же механизмах переработки сенсорной информации и моторного контроля, что и восприятие действительности / взаимодействие с действительностью.

Для когнитивных исследований семантики, например, последний принцип (связь между офлайновым мышлением и телесными механизмами — восприятием, моторной системой) оказывается особенно важен, поскольку открывает новую перспективу, под которой может рассматриваться организация семантической системы в сознании человека: если языковая семантика формируется и хранится в индивидуальном сознании на основе телесного опыта, следовательно, семантика может быть систематически описана с точки зрения телесного опыта, и такое описание может претендовать на экологическую валидность и внутреннюю системность (как следствие системности перцептивного и моторного механизмов познания).

## История
Хотя исследования воплощённого познания проводились с 1980-х годов, популярность это направление приобрело в 1990-е, благодаря публикации двух работ:
- «Воплощённый разум: когнитивная наука и человеческий опыт» Ф. Варелы, Э. Томпсона и Э. Рош, где была высказана идея об укорененности познания в опыте взаимодействия организма с окружающим миром;
- «Философия во плоти» Дж. Лакоффа и М. Джонсона, авторы которой продемонстрировали, что тело человека и его взаимодействие с окружающей средой являются основным источником метафор в человеческом языке[7].

## Классификация теорий познания по их отношению к воплощенности
Многообразие подходов к исследованию семантики с точки зрения воплощенного познания представлено в обзорной работе «Coming of age: A review of embodiment and the neuroscience of semantics». Авторы обзора разделяют подходы, в зависимости от того, как определяется связь между сенсорной и моторной системами и концептуальной системой, выстраивая континуум от т.н. амодального подхода (отрицание роли сенсорной и моторной информации в семантической обработке) до утверждения об обязательной активации данной информации при обработке значения символов, ее ключевой роли в процессах понимания:
1. Амодальные (amodal, unembodied) теории: отрицается роль сенсорной и моторной информации в семантической репрезентации. Семантическая информация имеет полностью символьную природу, подчеркивается произвольность связи между тем форматом, в котором представлены семантические объекты, и теми сущностями в реальности, к которым они отсылают. Основной акцент делается на изучении системной организации семантики (Levelt, 1993, Landauer, Dumais, 1997).
2. Теории вторичного воплощения (secondary embodiment): предполагают, что семантические репрезентации амодальны, однако допускают наличие неслучайной (т.е. систематической) связи между семантическими репрезентациями и сенсомоторными элементами опыта. Эти связи возникают потому, что амодальные семантические репрезентации выводятся из сенсомоторного опыта, полученного через органы чувств (Patterson et al., 2007; Rogers et al., 2004), или же потому, что концептуальные репрезентации извлекают примеры сенсомоторной природы для своей реализации (Mahon, Caramazza, 2008), либо потому, что отдельные признаки, формирующие семантические репрезентации, расположены в том же «хранилище», что и сенсомоторный опыт (Quillian, 1968). Во всех случаях семантическая система рассматривается как функционально независимая от сенсомоторной, хотя и непосредственно связанная с ней. Взаимодействие между концептуальной и сенсомоторной системой, демонстрируемое в экспериментальных исследованиях, объясняется наличием ассоциативных связей между ними, т.е. отношение между системами видится как опосредованное, необязательное.
3. Слабый вариант теории воплощенного познания (weak embodiment): данная группа теорий рассматривает концептуальную систему как частично основанную на сенсомоторной информации. Всякая активация сенсомоторной информации при концептуальной обработке рассматривается как значимое явление, а именно – репрезентация соответствующих семантических структур. Интеграция признаков в рамках различных модальностей порождает целостные репрезентации, активация концептуальной системы приводит к активации сенсомоторной и наоборот, связь между ними имеет взаимонаправленный характер. В рамках этого направления развивается и идея о конвергентных зонах мозга, в которых происходит интеграция отдельных модально специфичных ощущений, полученных через сенсомоторную систему, в паттерны активации более высокого порядка, репрезентирующие целостные образы объектов. Репрезентации, таким образом, включают в себя явления более высокого (конвергентные зоны) и более низкого (репрезентации отдельных признаков) порядка (Simmons, Barsalou, 2003; Vigliocco et al., 2004).
4. Две теории могут быть рассмотрены как промежуточные между слабым и сильным вариантом теории воплощенного познания. Первая из них – это теория Ф. Пульвермюллера, который предложил модель перцептивного научения Хебба (hebbian learning) как источник формирования семантической системы. Согласно этой теории, нейронные ансамбли в различных областях коры головного мозга активируются совместно, для того чтобы представить репрезентацию, порождая, таким образом, пространственно-временные паттерны нейронной активности, которые соответствуют отдельным репрезентациям. Для семантики ключевым моментом здесь является связь между такими паттернами и нейронными структурами, отвечающими за репрезентацию формы слова. Вторая теория была предложена Л. Барсалу – теория перцептивных символьных систем, которая чрезвычайно широко распространена в настоящее время и предлагает целостное объяснение того, как ментальные репрезентации обеспечивают работу мышления. Перцептивные символы в теории Л. Барсалу основаны на работе сенсомоторной системы, которая активна всякий раз, когда перцепт (образ) переживается/обрабатывается. При этом механизмы селективного внимания отбирают отдельные признаки, аспекты целостной репрезентации для воспроизведения в сознании. В случае с языком ментальные репрезентации выступают в качестве примера (конкретного содержания слова), варьируясь в зависимости от общего контекста.
5. Сильный вариант воплощенного познания (strong embodiment): в рамках этого направления утверждается, что сенсорные и моторные зоны головного мозга необходимым образом активируются всякий раз, когда происходит семантическая обработка, и эта активация является неотъемлемой частью процессов понимания и мышления. Важно отметить, что многие представители этого направления работают именно с нарративами, которые требуют целостной семантической репрезентации, детального моделирования ситуации (Zwaan, 2004; Glenberg, Robertson, 2000, Glenberg, Kaschak, 2003). Все эти теории описывают то, что принято называть «полным/ой моделированием/симуляцией» (“full simulation”), т.е. воссоздание чувственного опыта во всей его полноте при помощи работы сенсомоторных областей мозга. Одной из наиболее сильных версий воплощенного познания является теория В. Галессе и Дж. Лакоффа которые предположили, что один и тот же нейронный субстрат используется при восприятии реальных объектов, воображении и понимании естественного языка. Как следствие, репрезентации организованы по законам сенсомоторных структур мозга и исчерпываются этими законами (Gallese, Lakoff, 2005).

## Критика воплощенного познания
Брэдфорд З. Мэйхон и Альфонсо Карамаззо пишут, что дух ревизии классических представлений о работе сознания (mind), к которой приводит гипотеза воплощённого познания, приветствуется, но отдельные положения теории иногда не подтверждаются эмпирическими доказательствами.